# Collegio Teutonico

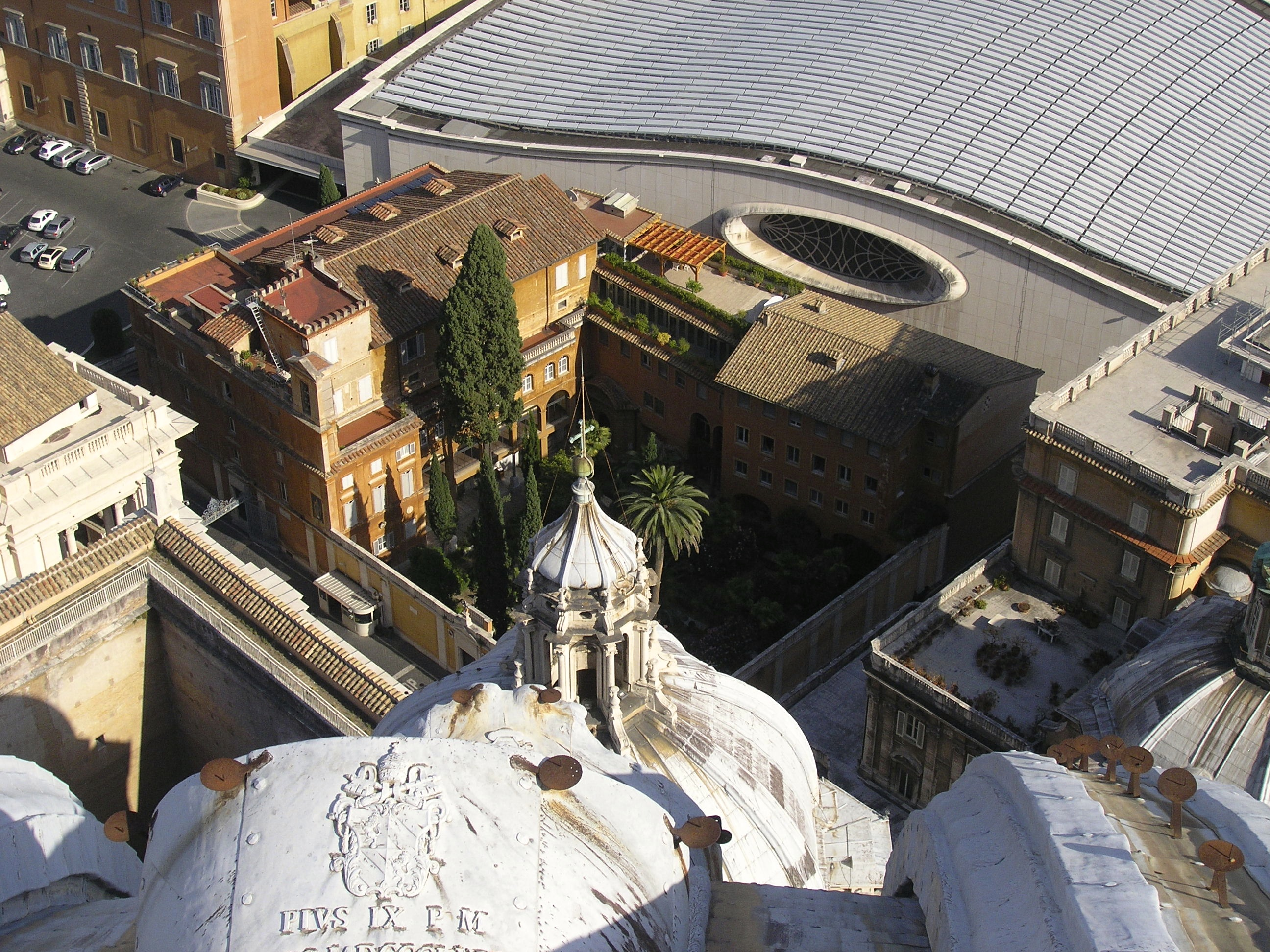
Vista do Collegio Teutonico del Campo Santo

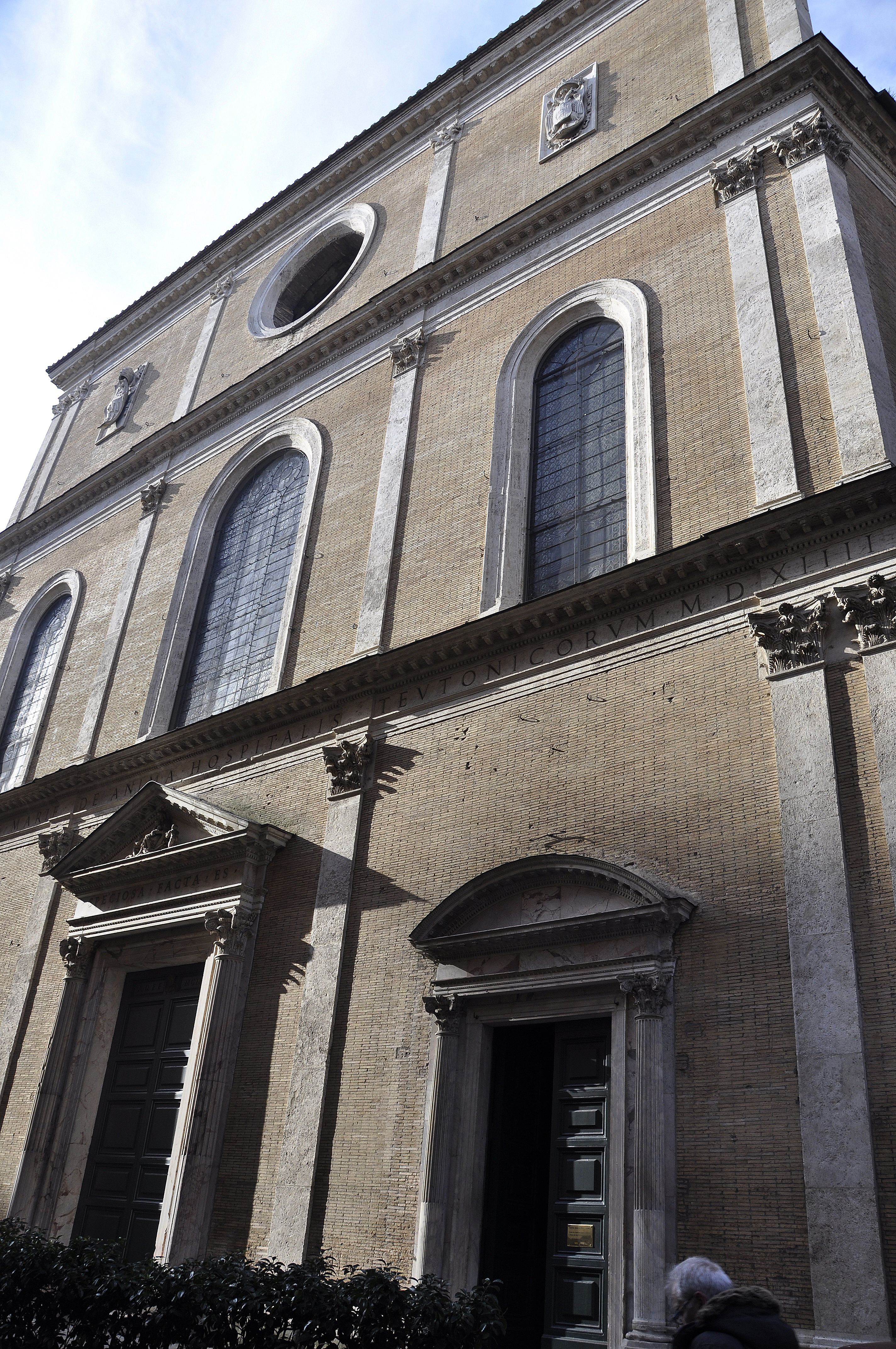
Fachada de Santa Maria dell'Anima

O Collegio Teutonico ou Universidade Alemã, geralmente chamada pelo seu nome histórico em latim, Collegium Germanicum, é umas das Pontifícias Universidades de Roma. Foi fundada em 1399 no Vaticano e desde então vem formando novos clérigos da Igreja Católica Romana de nacionalidade alemã ("germânicos" ou "teutônicos"). Atualmente está dividida em duas universidades distintas.

## Pontificio Collegio Teutonico di Santa Maria dell'Anima
O Pontificio Collegio Teutonico di Santa Maria dell'Anima foi criado em 1399, quando Teodorico de Niem fundou um hospício para peregrinos germânicos no local. Uma confraternidade para ajudar as almas que sofrem no purgatório foi fundada logo em seguida e, em 1499, a pedra fundamental da bela igreja de Santa Maria dell'Anima foi lançada, perto de Santa Maria della Pace. Em 1589, o complexo foi reorganizado: um capítulo de capelães foi criado para oficiar na igreja, onde eles deveriam permanecer por dois ou, no máximo, três anos enquanto estudavam. Eles se dedicavam principalmente ao direito canônico com o objetivo de empregar seus conhecimentos a serviço de suas respectivas dioceses e, neste período, nada pagavam pela sua educação. Além destes, padres que chegam a Roma por conta própria com o objetivo de estudar também são admitidos gratuitamente. Atualmente há oito capelães e cerca de dez outros padres residindo no local, que continua auxiliando os alemães mais pobres que visitam Roma, seja para visitar os lugares santos ou para arrumar-lhes uma ocupação.

## Collegio Teutonico del Campo Santo
O Collegio Teutonico del Campo Santo foi criado pelo arqueólogo cristão Anton de Waal em 1876 para receber padres do Império Alemão ou das províncias alemãs da Áustria, que ficavam ali por dois ou, no máximo, três anos estudando e oficiando em Santa Maria della Pietà in Camposanto dei Teutonici, perto da Basílica de São Pedro. As receitas do Campo Santo e das capelanias fundadas depois são dedicadas ao estudo da arqueologia cristã ou da história eclesiástica. Em 1888, o Instituto Romano da Sociedade Görres (em alemão:  Görresgesellschaft) foi fundado no Campo Santo Teutônico e, juntos, publicaram o periódico "Römische Quartalschrift fur christliche Archäologie und Kirchengeschichte". O local onde está hoje o Campo Santo dei Tedeschi remonta à época de Carlos Magno, quando era chamado de Schola Francorum. Durante séculos, os germânicos em Roma foram enterrados no cemitério da igreja da Schola, chamada na época de San Salvatore in Turri. Em 1454, uma confraternidade foi fundada e ali se estabeleceram também as guildas de padeiros e sapateiros alemães. Em 1876, o instituto passou a ter as funções educacionais atuais.
A universidade (collegio) está localizado em território italiano e é uma das propriedades extraterritoriais da Santa Sé fora dos limites do Vaticano.

## Ratlines
O bispo Alois Hudal era reitor do Pontificio Istituto Teutonico Santa Maria dell'Anima na época da Segunda Guerra Mundial. Depois do final da guerra na Itália, Hudal passou a ministrar ativamente para os prisioneiros de guerra falantes do alemão presos nos campos por toda a Itália. Em dezembro de 1944, a Secretaria de Estado da Santa Sé da Cúria Romana recebeu permissão para nomear um representante para "visitar os presos germanófonos na Itália", uma posição que foi entregue a Hudal.
Na posição, ele utilizou de seus poderes para ajudar muitos criminosos de guerra nazistas procurados a escaparem, um ato que ele depois não escondeu e nem se arrependeu.